# Tenno Ike
Tenno Ike (von japanisch 天皇池 ‚Kaisersee‘) ist ein kleiner Gletscherrandsee an der Prinz-Harald-Küste des ostantarktischen Königin-Maud-Lands. Er liegt am Heitō-Gletscher im südlichen Teil der Langhovde.
Japanische Wissenschaftler benannten ihn 2012.